# PTT Spor Kulübü
PTT Spor – turecki klub siatkarski kobiet, powstały w 2010 w Ankarze. Klub od 2019 roku występuje w rozgrywkach Vestel Venus Sultanlar Ligi.

## Kadra

### Sezon 2021/2022
| Nr | Imię i nazwisko         | Data ur. | Wzrost | Pozycja      |
| -- | ----------------------- | -------- | ------ | ------------ |
| 1  | Hélène Rousseaux        | 1991     | 188    | przyjmująca  |
| 2  | Simay Kurt              | 2000     | 173    | libero       |
| 3  | İlayda Uçak             | 2002     | 188    | środkowa     |
| 4  | Ece Morova              | 1998     | 178    | rozgrywająca |
| 5  | Bahar Akbay             | 1998     | 196    | środkowa     |
| 7  | Buse Kaygisiz           | 1997     | 160    | libero       |
| 8  | Semra Özer              | 1994     | 185    | przyjmująca  |
| 9  | Dilşad Nur Kavas        | 2003     | 184    | środkowa     |
| 10 | Merve Tanyel            | 1996     | 177    | przyjmująca  |
| 11 | Çağla Erdem Rızvanoğlu  | 1998     | 188    | atakująca    |
| 13 | Amanda Campos Francisco | 1988     | 180    | przyjmująca  |
| 14 | Emilija Dimitrowa       | 1991     | 187    | atakująca    |
| 15 | Bahar Akbay             | 1998     | 196    | środkowa     |
| 16 | Ceren Nur Domaç         | 1997     | 188    | środkowa     |
| 17 | Sila Çalışkan           | 1996     | 185    | rozgrywająca |

### Sezon 2020/2021
| Nr | Imię i nazwisko      | Data ur. | Wzrost | Pozycja              |
| -- | -------------------- | -------- | ------ | -------------------- |
| 1  | Simay Kurt           | 2000     | 173    | libero               |
| 2  | Asli Koçoglu         | 2000     | 185    | rozgrywająca         |
| 4  | Ece Morova           | 1998     | 178    | rozgrywająca         |
| 5  | Yağmur Mislina Kılıç | 1996     | 189    | przyjmująca          |
| 7  | Ceyda Aktaş          | 1994     | 191    | przyjmująca          |
| 8  | Semra Özer           | 1994     | 185    | atakująca            |
| 10 | Merve Tanyel         | 1996     | 177    | przyjmująca          |
| 11 | Christina Rusewa     | 1991     | 190    | środkowa             |
| 14 | Emilija Dimitrowa    | 1991     | 187    | atakująca            |
| 15 | Bahar Akbay          | 1998     | 196    | środkowa             |
| 17 | Cansu Aydınoğulları  | 1992     | 182    | rozgrywająca         |
| 19 | Su Zent              | 1996     | 185    | środkowa             |
| 20 | Lisvel Eve-Castillo  | 1991     | 194    | przyjmująca/środkowa |

### Sezon 2019/2020[3]
| Nr | Imię i nazwisko                 | Data ur. | Wzrost | Pozycja               |
| -- | ------------------------------- | -------- | ------ | --------------------- |
| 1  | Gergana Dimitrowa               | 1996     | 183    | przyjmująca           |
| 2  | Ceren Cihan                     | 1991     | 168    | libero                |
| 4  | Nasja Dimitrowa                 | 1992     | 189    | środkowa              |
| 6  | Polen Ünver                     | 1990     | 193    | atakująca             |
| 7  | Seda Aslanyürek (od 26.12.2019) | 1986     | 192    | przyjmująca/atakująca |
| 8  | Ülkü Burcu Genç                 | 1990     | 180    | libero                |
| 9  | Sinem Barut                     | 1986     | 186    | środkowa              |
| 10 | Asli Koçoglu                    | 2000     | 185    | rozgrywająca          |
| 11 | Aslıhan Kılıc                   | 1998     | 178    | rozgrywająca          |
| 12 | Angela Leyva                    | 1996     | 182    | przyjmująca           |
| 13 | Cemre Janset Erkul              | 1997     | 187    | środkowa              |
| 14 | Ceren Çağlar                    | 1992     | 188    | środkowa              |
| 17 | Yağmar Karaoğlu                 | 2001     | 190    | atakująca             |
| 18 | Dolunay Çetinkaya               | 1994     | 180    | rozgrywająca          |
| 19 | Ezgi Dağdelenler                | 1993     | 187    | przyjmująca           |
| 20 | Aysun Aygör                     | 2001     | 183    | przyjmująca           |